# OSCAR 4
OSCAR 4 (ang. Orbiting Satellite Carrying Amateur Radio) – amerykański amatorski sztuczny satelita Ziemi. Został wyniesiony z trzema innymi satelitami. Z powodu awarii członu Transtage nie osiągnął planowanej orbity i nie mógł być wykorzystany zgodnie z planem. Mimo kłopotów technicznych udało mu się dwunastokrotnie nawiązać łączność z radioamatorami. Jednym z takich połączeń było pierwsze amatorskie połączenie radiowe pomiędzy Stanami Zjednoczonymi (stacja K2GUN) a ZSRR (stacja UP20N) do którego doszło 22 grudnia 1965 roku.
Satelita miał kształt czworościanu. Łączność była zapewniona dzięki czterem antenom; energii dostarczały ogniwa fotowoltaiczne i baterie. Został zbudowany z inicjatywy TRW Radio Club of Redondo Beach z Kalifornii. Był wykorzystywany przez 85 dni, do 16 marca 1966 roku. Spłonął w górnych warstwach atmosfery 12 kwietnia 1976 roku.